# Біогенні речовини
Біоге́нні речови́ни (елеме́нти) або біоге́ни (від грец. bios — життя, genos — народження) — речовини, що найбільш активно беруть участь в життєдіяльності водних організмів.
До них належать мінеральні сполуки азоту (NH4+, NO2−, NO3−), фосфору (Н2PO4−, HPO2−
4, PO3−
4), кремнію (HSiO3−, SiO2−
3), заліза (Fe2+, Fe3+) і сполуки деяких мікроелементів.

## Загальний опис
Біогенна речовина створюється в результаті життєдіяльності організмів (наприклад, річковий рак за 20 років життя скидає 50 панцирів). Вона поділяється на необіогенну речовину, утворену існуючою у даний момент живою речовиною, і палеобіогенну речовину, що збереглася в складі гірських порід («життя, перетворене на камінь»). Крім того, не затихає інтерес до проблеми біогенної речовини позаземного походження.
Оновлення всієї живої речовини біосфери Землі здійснюється в середньому за 8 років. При цьому речовина наземних рослин (фітомаса суші) оновлюється приблизно за 14 років. В океані циркуляція речовини відбувається у багато разів швидше: вся маса живої речовини оновлюється за 33 дні, в той час як фітомаса океану — кожен день. Процес повної зміни вод в гідросфері здійснюється за 2800 років. В атмосфері зміна кисню відбувається за кілька тисяч років, а вуглекислого газу — за 6,3 року. Ці цифри показують, що геохімічний ефект діяльності живої речовини в біосфері проявляється не тільки протягом геологічного часу (мільйони і мільярди років), але ясно виражений навіть в межах часу історичного (тисячі років і менше.
В залежності від займаної площі В. І. Вернадський розрізняв плівки життя (простежуються на величезних просторах — планктонні біоценози поверхні океану) і згущення життя (більш локальні скупчення — наприклад, Саргасове море, вперше описане Х. Колумбом 21 жовтня 1492 р.).

## Склад
| Хім. елемент | Рослини  | Рослини        | Тварини        | Тварини       | Бактерії |
| Хім. елемент | морські  | наземні        | морські        | наземні       | Бактерії |
| ------------ | -------- | -------------- | -------------- | ------------- | -------- |
| C            | 34500    | 45400          | 40000          | 46500         | 54000    |
| O            | 47000    | 41000          | 40000          | 18600         | 23000    |
| N            | 1500     | 3000           | 7500           | 10000         | 9600     |
| Н            | 4100     | 5500           | 5200           | 7000          | 7400     |
| Са           | 1000     | 1800           | 150-2000       | 20-8500       | 510      |
| Mg           | 520      | 320            | 500            | 100           | 700      |
| Na           | 3300     | 120            | 400-4800       | 400           | 460      |
| К            | 5200     | 1400           | 500-3000       | 740           | 11500    |
| Р            | 350      | 230            | 400-1800       | 1700-4400     | 3000     |
| S            | 1200     | 340            | 500-1900       | 500           | 530      |
| С1           | 470      | 200            | 500-9000       | 280           | 230      |
| Si           | 150-2000 | 20-500         | 7-100          | 12-600        | 18       |
| Fe           | 70       | 14             | 40             | 16            | 25       |
| Си           | 1        | 1,4            | 0,4-5          | 0,24          | 4,2      |
| Zn           | 15       | 10             | 0,6-150        | 16            |          |
| Cd           | 0,04     | 0,06           | 0,015-0,3      | <0,05         |          |
| Sr           | 26-140   | 2,6            | 2-50           | 1,4           |          |
| F            | 0,45     | 0,05-4         | 0,2            | 15-50         |          |
| Br           | 74       | 1,5            | 6-100          | 0,6           |          |
| I            | 3-150    | 0,042          | 0,1 — 15       | 0,043         |          |
| Mn           | 5,3      | 63             | 0,1-6          | 0,02          | 3        |
| Co           | 0,07     | 0,05           | 0,05-0,5       | 0,003         |          |
| Ni           | 0,3      | 0,3            | 0,04 — 2,5     | 0,08          |          |
| Cr           | 0,1      | 0,023          | 0,02-0,1       | 0,0075        |          |
| Mo           | 0,045    | 0,09           | 0,06-0,25      | <0,02         |          |
| Se           | 0,08     | 0,02           | --             | 0,17          |          |
| V            | 0,2      | 0,16           | 0,014-0,2      | 0,015         |          |
| В            | 12       | 5              | 2-5            | 0,05          |          |
| Al           | 6        | 50(0,05-400)   | 1,5            | 0,4-10        |          |
| Be           | 0,0001   | <0,01          |                | 0,00003-      |          |
| Ba           | 3        | 1,4            | 0,02-0,3       | -0,0002 0,075 |          |
| Li           | 0,5      | 0,01           | 0,1            | <0,002        |          |
| Rb           | 0,74     | 2              | 2              | 1,7           |          |
| Cs           | 0,007    | 0,02           | -              | 0,0064        |          |
| Ti           | 1,2-8    | 0,1            | 0,02-2         | <0,02         |          |
| Ga           | 0,05     | 0,006          | 0,05           | <0,0006       |          |
| As           | 3        | 0,02           | 0,0005-0,03    | <0.02         |          |
| Ая           | 0,025    | 0,006          | 0,3-1,1        | 0,0006(?)     |          |
| Au           | 0,0012   | <0, 00005 —    | 0,00003-       | 0,000023(?)   |          |
| Hg           | 0,003    | -0,0002 0,0015 | - 0,0008       | 0,0046        |          |
| Zr           | =<2      | 0,064          | 0,01-0,1       | <0,03         |          |
| Sn           | 0,1      | <0,03          | 0,02-2         | <0,015        |          |
| Sb           | -        | 0,006          | 0,02           | 0,0006        |          |
| La           | 1        | 0,0085         | 0,01           | 0,00001       |          |
| W            | 0,0035   | 0,007          | 0,00005--0,005 | (?)           |          |
| Pb           | 0,84     | 0,27           | 0,05           | 0,2           |          |
| Bi           | -        | 0,006          | 0,004-0,03     | 0,0004        |          |
| U            | -        | 0,0038         | -              | 0,0013        |          |
| Hf           | <0,04    | <0,001         | -              | 0,004         | 0,004    |

| Вміст елементів у % на суху речовину (порядок величин) | Групи елементів | Групи елементів   | Групи елементів            |
| Вміст елементів у % на суху речовину (порядок величин) | I               | II                | III                        |
| Вміст елементів у % на суху речовину (порядок величин) | незамінні       | роль мало вивчена | роль невідома              |
| ------------------------------------------------------ | --------------- | ----------------- | -------------------------- |
| 101 — 10°                                              | О, С, Н, N, Са  |                   |                            |
| 10° — 10−1                                             | Р, К, С1, S, Na |                   |                            |
| 10−1 — 10−2                                            | Mg              |                   |                            |
| 10−2 — 10−3                                            | Zn, Fe          | Sr                |                            |
| 10−3 — 10−4                                            | Cu              | Cd, Br            | Li, Cs                     |
| 10−3- 10−5                                             | I               | F                 | Sn                         |
| 10−4 — 10−5                                            | Mn, V           | B, Si             | Al, Ba, Cr                 |
| 10−4 — 10−6                                            | Mo              |                   | Rb                         |
| 10−4 — 10−6                                            |                 | Be                | Ag                         |
| 10−5 — 10−6                                            | Co              | Ni                | Ga, Ce, As, Hg, Pb, Bi, Ti |
| 10−5 — 10−7                                            | Se              |                   | Sb, U                      |
| 10−6 — 10−7                                            |                 |                   | Th                         |
| 10−11 — 10−12                                          |                 |                   | Ra                         |

## Потрапляння в навколишнє середовище
У природні води біогени потрапляють головним чином в результаті процесів життєдіяльності і посмертного розпаду водних тварин і рослинних організмів (процес регенерації біогенних елементів), з річковим стоком, атмосферними опадами і з різноманітними видами стічних вод. Концентрація біогенних речовин в природних водах зазвичай невелика і змінюється протягом року відповідно інтенсивності харчування ними фотосинтезуючих організмів.
Велика кількість біогенних речовин (особливо сполук N і Р) вносяться з комунально-господарськими, сільськогосподарськими та промисловими стічними водами, внаслідок чого їх концентрація значно збільшується в забруднених річках і водоймах. Підвищені концентрації біогенних речовин у воді сприяє підвищенню біологічної продуктивності водних об'єктів, що є причиною евтрофування.
| Біогенні речовини | Незабруднені ріки     | Забруднені ріки |
| ----------------- | --------------------- | --------------- |
| нітрати млг/л     | до 0,1                | більше 1,0      |
| нітрити           | до 0,01               | більше 0,1      |
| амоній            | 0,01—0,1              | більше 1,0      |
| слолуки фосфору   | 0,001—0,01 до 0,1—0,5 | більше 1,0      |
| залізо            | 0,1—10                | -               |
| кремній           | 1—5                   | -               |